# A History of Islamic Philosophy
A History of Islamic Philosophy  (Eine Geschichte der islamischen Philosophie) ist ein englischsprachiges Übersichtswerk zur islamischen Philosophie von Majid Fakhry, das 1970 zuerst erschien und als eines der ersten klassischen Übersichtswerke in der westlichen Welt gilt.

## Einführung
Majid Fakhry (1923–2021) war ein prominenter libanesischer Gelehrter der islamischen Philosophie und emeritierter Professor für Philosophie an der American University of Beirut (AUB). Sein Klassiker, der inzwischen in mehreren Auflagen erschien, bietet eine erste umfassende Überblick über die islamische Philosophie vom 7. Jahrhundert bis zur Gegenwart, er erörtert das islamische Denken und seine Auswirkungen auf die kulturellen Aspekte des muslimischen Lebens.

„Fakhry zeigt, wie die islamische Philosophie seit den frühesten Zeiten einer unverwechselbaren Entwicklungslinie gefolgt ist, die ihr die Einheit und Kontinuität verleiht, die die großen geistigen Bewegungen der Geschichte auszeichnen.“

Sein Übersichtswerk ist untergliedert in die dreizehn Abschnitte: 1. Das Erbe von Griechenland, Alexandria und dem Orient; 2. Frühe politische und religiöse Spannungen, 3. Die Anfänge des systematischen philosophischen Schreibens im 9. Jahrhundert, 4. Die weitere Entwicklung des islamischen Neuplatonismus, 5. Der Neo-Pythagoräismus und die Popularisierung der philosophischen Wissenschaften, 6. Die Ausbreitung der philosophischen Kultur im 10. Jahrhundert, 7. Das Zusammenspiel von Philosophie und Dogma, 8. Das Aufkommen und die Entwicklung des islamischen Mystizismus (Sufismus), 9. Das arabisch-spanische Zwischenspiel und das Wiederaufleben des Peripatetismus, 10. Die post-avicennischen Entwicklungen: Erleuchtung und die Reaktion auf die Peripatetik, 11. Theologische Reaktion und Rekonstruktion, 12. Moderne zeitgenössische Tendenzen, 13. Zeitgenössische Tendenzen.

## Gliederung
Dies ist eine Inhaltsübersicht zu A History of Islamic Philosophy (Third Edition) von Majid Fakhry (Columbia University Press, New York 2004) in dreizehn Kapiteln.

### The Legacy of Greece, Alexandria, and the Orient
- I. The Near Eastern Science in the Seventh Century
- II. The Translations of Philosophical Texts
- III. Pre-Socratics, Peripatetics, and Stoics
- IV. Neo-Platonic Elements: The Apocryphal Theologia Aristotelis[7] and the Liber de Causis
- IV. Persian and Indian Influences

### Early Political and Religious Tensions
- I. The Religio-Political Factions
- II. The Rise of Islamic Scholasticism (Kalam)

### Beginnings of Systematic Philosophical Writing in the Ninth Century
- I. The First Systematic Philosophical Writer in Islam: Al-Kindi
- II. The Rise of Naturalism and the Challenge to Islamic Dogma: Ibn Al-Rawandi and Al-Razi
- III. The Progress of Free Thought and Religious Heterodoxy

### The Further development of Islamic Neo-Platonism
- I. Al-Farabi
- II. Ibn Sina

### Neo-Pythagoreanism and the Popularization of the Philosophical Sciences
- I. Philosophy, the Handmaid of Politics
- II. The Mathematico-Philosophical Presuppositions of the Brethren
- III. The Cosmology and Metaphysics of the Brethren
- IV. The Psychology and the Epistemology of  the Brethren
- V. Conclusion

### The Diffusion of the Philosophical culture in the Tenth Century
- I. Abu Hayyan Al-Tauhidi[8]
- II. Miskawayh
- III. Yahia b. ‘Adi[9]

### The Interaction of Philosophy and Dogma
- I. The Eclipse of Theological Rationalism
- II. The Ash’arite School and the Formulation of the Occasionalist Metaphysics of Atoms and accidents
- III. The Systematic Refutation of Neo-Platonism: Al-Ghazali

### The Rise and Development of Islamic Mysticism (Sufism)
- I. Ascetic Origins
- II. Pantheistic Tendencies: Al-Bastami (or Al-Bistami), Al-Hallaj, and Others
- III. Synthesis and Systematization – Al-Ghazali and Ibn ‘Arabi
- IV. Rumi, Supreme Mystical Poet
- V. Sufi Orders: Sufism Today

### The Arab-Spanish Interlude and the Revival of Peripateticism
- I. Beginnings of Philosophical Speculation in Muslim Spain: Ibn Masarrah, Al-Majriti, and Ibn Bajjah
- II. Ibn Tufayl and the Natural Progression of the Mind Toward Truth
- III. Ibn Rushd and the Defense of Aristotelianism

### Post-Avicennian Developments: Illumination and the Reaction against Peripateticism
- I. Al-Suhrawardi
- II. The Subsequent Development of Illumination: Sadr Al-Din Al-Shirazi[10] (Mulla Sadra) and his successors
- III. The Continuity of the Ishraqi Tradition in Persia

### Theological Reaction and Reconstruction
- I. Literalism and Neo-Hanbalism: Ibn Hazm, Ibn Taymiyah, and Muhammad B. ‘Abdul-Wahhab
- II. Moderation and Decline: F. D. Al-Razi, N. D. Al-Nasafi[11], Al-Iji, Al-Jurjani and Al-Bajuri[12]
- III. Reaction and Reconstruction: Ibn Khaldun

### Modern Contemporary Trends
- I. The Emergence of the Modernist Spirit: J. D. Al-Afghani, Muhammad ‘Abdu
- II. Islamic Philosophy in India and South Asia
- III. Modernism in India: Sayyid Ahmad Khan, Ameer Ali, and Muhammad Iqbal

### Contemporary Trends
- I. Liberalism, Secularism, and Fundamentalism
- II. Existentialism, positivism, and Marxism
- III. Postmodernism and Hermeneutics

Bibliography